# James Kelly
James McNeal Kelly (Burlington, 14 de maio de 1964) é um astronauta norte-americano.
Formado em engenharia astronáutica pela Academia da Força Aérea dos Estados Unidos em 1986 e engenharia aeroespacial pela Universidade do Alabama em 1996, Kelly foi qualificado como piloto de combate da força aérea em outubro de 1987 e serviu em Okinawa, no Japão, como piloto de F-15 Tomcat. Durante sua temporada no Japão, serviu como instrutor e comandante de missão.
Em abril de 1992, retornou aos Estados Unidos para servir em Massachusetts e voou em F-15s também como piloto-instrutor e comandante de missão. Selecionado para o curso de pilotos de teste da força aérea, graduou-se na Base Aérea Edwards em 1994. Depois do curso foi transferido para Nevada, onde se encontrava quando foi aceito para treinamento no corpo de astronautas da NASA.

## NASA
Em agosto de 1996, ele começou o curso no Centro Espacial Lyndon B. Johnson, em Houston, formando-se dois anos depois como piloto de ônibus espacial, sendo designado para a equipe de apoio em terra responsável pela preparação dos lançamentos do programa.
Em março de 2001 foi ao espaço pela primeira vez pilotando a nave Discovery numa missão de treze dias à Estação Espacial Internacional. Esta missão, a STS-102, foi responsável por levar os membros da Expedição 2 até a estação orbital e retornar à Terra com os membros da Expedição 1 e com o módulo reutilizável Leonardo, construído pela Agência Espacial Italiana.
Em julho de 2005, ele retornou ao espaço na missão STS-114, novamente como piloto da Discovery, a primeira missão do programa do ônibus espacial após a tragédia da Columbia em 2003, e que o levou novamente à ISS e na qual a tripulação realizou diversas experiências com a proteção termal do ônibus espacial, problema que causou a perda da Columbia na reentrada da atmosfera dois anos antes.